# Trąbki Wąskotorowe
Trąbki Wąskotorowe – nieczynna stacja stargardzkiej kolei wąskotorowej w Trąbkach, w województwie zachodniopomorskim, w Polsce. Stacja została zamknięta 1 czerwca 1996 roku.